# Битва за форти Дагу (1859)
Друга битва за форти Дагу відбулася 25 червня 1859 року. Втративши будь-яку обережність англо-французькі війська, які розраховували на легкий десант за зразком атаки минулого року, несподівано натрапили на жорстку китайську оборону і, зазнавши значних втрат, були змушені безславно відступати.

## Передумови битви
Тяньцзінські трактати, підписані в 1858 році, повинні були бути ратифіковані у Пекіні в 1859. Російський посланець прибув до Пекіна з суші, проте англійський, французький і американський представники слідували морським шляхом. Прибувши до гирла річки Байхе, вони виявили, що зруйновані минулого року фортеці Дагу, що прикривали вхід в гирлі річки, не тільки відновлені, але і перебудовані на сучасний манір. Представник китайської адміністрації запропонував західним посланцям висадитися в Бейтане, що знаходився за кілька кілометрів на північ, і звідти слідувати в Пекін сухим шляхом, однак посланці неодмінно бажали доплисти до Тяньцзіня, і звернулися до командувача ескадрою англійського адмірала Джеймса Хоупа з проханням відкрити вхід в Байхе силою.

## Хід битви
Звикнувши до легких перемог над китайськими військами, англійці й тепер чекали, що китайці розбіжаться при перших же залпах європейських гармат. Попри те, що тепер вхід в річку був перегороджений декількома рядами загороджень, а підходи до фортів укріплені ровами, адмірал Хоуп вирішив повторити схему дій минулого року: обстріляти форти з канонерських човнів, і під прикриттям артилерійського вогню висадити десант. Англійці мали 600 вояків морської піхоти й 600 матросів, які також могли брати участь у висадці; французи могли виділити зі свого вістового судна для участі в десанті лише 86 осіб.
Вранці 24 червня 9 малих канонерських човнів перевезли весь десант з великих суден ескадри на китайські джонки, поставлені на якір в гирлі Байхе поза радіусом артилерійського вогню фортів. В ніч з 24 на 25 червня були послані гребні судна, щоб підірвати перше загородження, проте зі сходом місяця вони були помічені з фортів і були змушені повернутися до ескадри, рятуючись від ворожих обстрілів.
Вранці 25 червня канонерські човни рушили на призначені їм по диспозиції місця навпроти фортів. Через швидкість течії та звивистості фарватеру ряд суден зіткнулися один з одним і сіли на мілину, в результаті канонерки зайняли свої місця лише до першої години дня. Після цього канонерський човен «Опосум» рушив до першого загородження і, провозившись 20 хвилин, зумів зробити в ньому прохід. Після цього «Опосум» і «Плов» (на якій тримав прапор адмірал Грант), рушили вгору по річці до другого загородження. Як тільки канонерки закинули якір, форти обох берегів, до цього здавалися покинутими гарнізоном, несподівано відкрили перехресний артилерійський вогонь. Китайці стріляли дуже влучно, і за короткий термін палуби обох канонерок вкрилися убитими та пораненими, сам адмірал Хоуп був поранений одним з перших залпів. Незабаром якірні ланцюги канонерок були перебиті, і їх знесло вниз за течією.
Переконавшись у марності перестрілки канонерських човнів з фортами, адмірал вирішив атакувати північний форт правого (південного) берега десантом. Було вже 6 година вечора, човнам довелося пробиратися до мулистої мілини лавіруючи між вбитими в дно річки палями, від пункту висадки до форту десанту потрібно було пройти близько 200 метрів під перехресним вогнем по абсолютно відкритій місцевості. В результаті десант висадився лише о 7.30 вечора, і був зустрінутий сильним картечним і рушничним вогнем, а також купою стріл. У багатьох місцях десантники занурювалися в мул по коліно, і лише невеликі залишки частин, що висадилися на березі, дійшли до першого рову. Без труднощів форсувавши його (він був сухий і неглибокий), вони пішли далі, але незабаром зупинилися, наткнувшись на другий рів — ширший і наповнений водою. Деякі десантники переправилися через нього вплав, але опинившись під стінами форту виявили, що ні про який штурм не може бути й мови: штурмових драбин у десантників не було, а корабельна артилерія так і не виконала проломів в стінах. Довелося почати відступ під сильними китайськими обстрілами й в умовах припливу, що тоді почався. Багато поранених, що лежали на мілині, потонули раніше, ніж їх встигли прибрати. Тільки пізно вночі десантному загону вдалося сісти на судна і відійти від берега.

## Підсумки
Англійці в бою 25 червня втратили понад 400 осіб убитими та пораненими, в тому числі багатьох офіцерів; французи втратили п'яту частину своїх людей, що брали участь в бою. З англійських канонерських човнів п'ять потонуло, в тому числі три виявилися втрачені безповоротно, а два були підняті після бою.
Англо-французькій ескадрі довелося повернутися в Шанхай і чекати нових вказівок з Європи.